# Lotos-206
Lotos-206 — российский полунизкопольный городской автобус среднего класса, производился на ремонтно-механическом заводе «РариТЭК» (Набережные Челны) с 2016 по 2021 год. Предназначен для крупных городов со средним либо умеренно-пониженным пассажиропотоками. За основу этой модели была взята белорусская модель МАЗ-206, серийно выпускаемая Минским автомобильным заводом с 2006 года.

## Технические характеристики
Автобус Lotos-206 является клоном автобуса МАЗ-206, учитывая длину и пассажировместимость. Автобус может применяться на ненапряжённых городских маршрутах, в качестве служебного или VIP-автобуса, а также ориентируется на пригородные маршруты.
Автобус имеет низкий пол в передней части, где расположена большая накопительная площадка с местом для инвалидной коляски, а также небольшое количество сидений. Сразу за второй дверью уровень пола повышается — здесь расположены по два ряда сидений с каждой стороны. 
В отличие от конкурента, автобус оснащается газомоторным двигателем внутреннего сгорания китайского производства Yuchai YС4G190N-50 и 6-ступенчатой гидромеханической АКПП производства ZF серии Ecomat 4 или Allison. Салон может быть оборудован USB-розетками и беспроводной локальной интернет-сетью Wi-Fi.
В 2018 году был представлен Lotos-226 — клон автобуса МАЗ-226. Оснащение данной модели почти не отличается от автобуса Lotos-206: газомоторный двигатель Yuchai YC4G190N-50 и АКПП ZF Ecomat 4 или Allison; однако, Lotos-226 может быть оснащён и АКПП Voith Diwa.

## Эксплуатирующие города
По состоянию на январь 2024 года эксплуатируется 203 автобуса Lotos-206:
- Чебоксары — 55 единицы
- Уфа — 11 единиц
- Ростов-на дону — 39 единиц
- Петропавловск-Камчатский — 21 единица[9]
- Казань — 10 единиц
- Лесной — 10 единиц
- Надым — 6 единиц
- Солнечногорск — 3 единицы
- Набережные Челны — 2 единицы
- Новокузнецк — 10 единиц
- Пермь — 24 единицы[10]
- Салехард — 4 единицы
- Санкт-Петербург — 2 единицы
- Снежинск — 1 единица
- Химки — 3 единицы
- Белоярский район — 6 единиц
- Череповец (тестовая эксплуатация в 2018 году) — 1 единица[11]

Что касается автобусов Lotos-226, то по состоянию на январь 2024 года выпущен только 1 экземпляр автобуса, эксплуатировался в Чебоксарах, на данный момент не эксплуатируется.

## Критика
Зафиксировано несколько случаев возгорания автобусов на городских маршрутах.